# Lago Plastíra
El lago Plastira (del griego moderno: Λίμνη Πλαστήρα), también llamado lago Tavropos, es un lago artificial situado en la meseta de Nevropoli, en Karditsa (Grecia).
Se formó en 1959 con la terminación de la represa en el río Tavropós o Mégdova. La idea de la construcción se atribuye a Nikolaos Plastiras, militar y político griego que en 1925 visitó su ciudad natal, situada en la región. En esa época, toda la prefectura fue devastada por una gran inundación provocada por el río Tavropos. Plastiras presionó al Ministerio de Agricultura hasta que consiguió que en 1929 nombrara un equipo para estudiar el caso. La idea recibió cierta oposición por parte de los políticos hasta la Segunda Guerra Mundial, tras la cual Plastiras, elegido primer ministro, retomó la idea.
La construcción fue llevada a cabo por la empresa francesa Omniun Lyonnais. Hoy en día la gestión de la central hidroeléctrica corresponde a ENEG (Empresa Nacional de Electricidad de Grecia). Antes de la construcción del lago, en la meseta hubo un aeropuerto militar, donde aterrizó en Grecia el primer avión de los Aliados al final de la Segunda Guerra Mundial.
Contiene 400 millones de metros cúbicos de agua, tiene una longitud máxima de 12 km, una anchura máxima de 4 km, 24 kilómetros cuadrados de superficie total, y su profundidad máxima es de alrededor de 60 metros. El agua del lago se utiliza para riego y generación de electricidad, porque cerca, en la aldea de Metrópolis hay una central hidroeléctrica de 400 MW.
Durante los últimos años ha sido explotado el turismo, con muchas actividades alrededor del lago.

## Galería

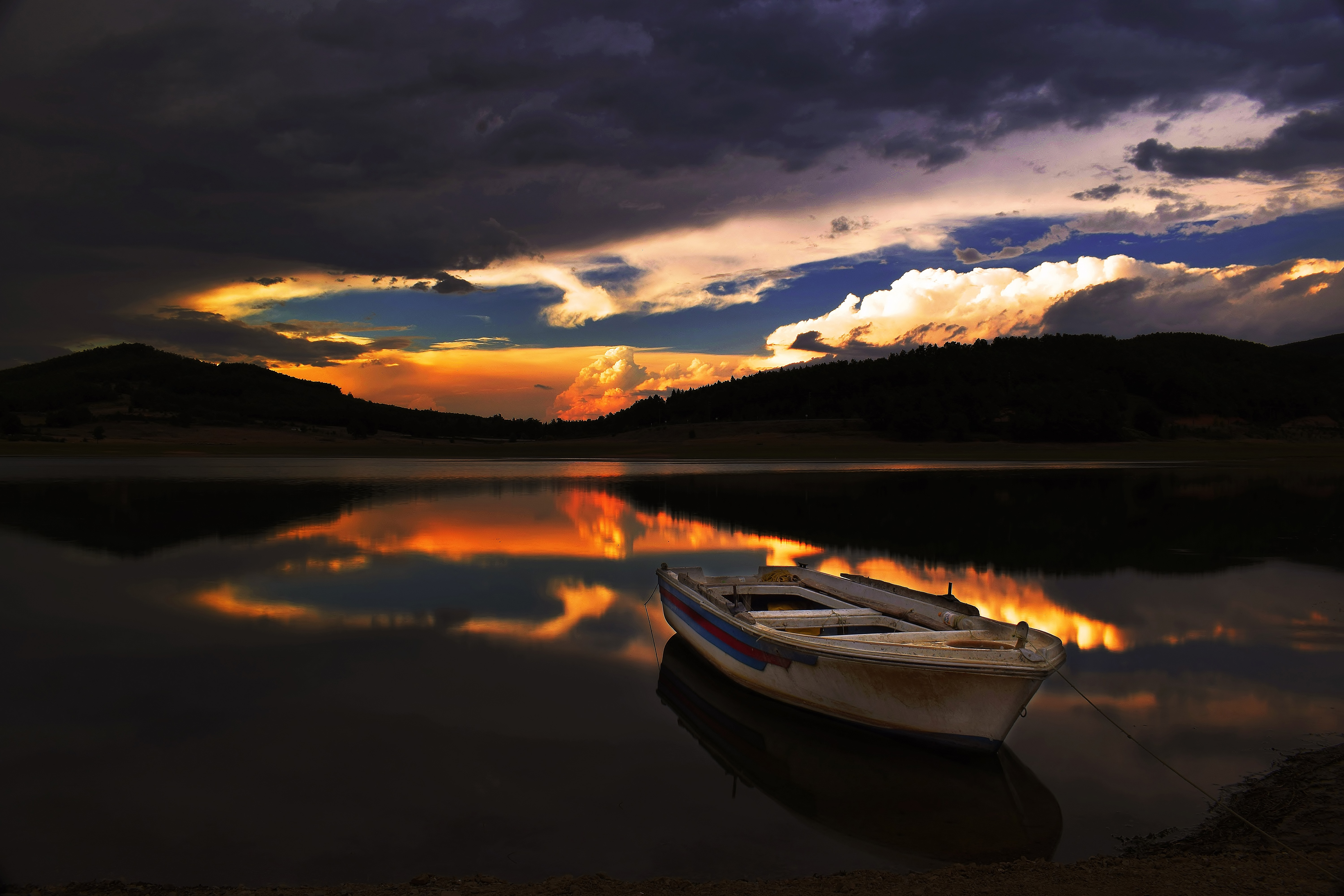
El lago al atardecer
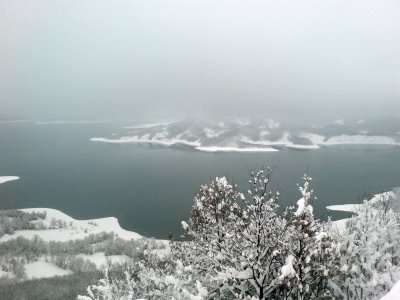
Vista nevada del lago